# Mario Capecchi
Mario Renato Capecchi (født 6 oktober 1937 i Verona i Italien) er en italienskfødt amerikansk molekylærgenetiker og professor i humangenetik og biologi ved universitetet i Utah, Salt Lake City, Utah, USA. 
Cappecchi modtog i 2007 Nobelprisen i fysiologi eller medicin sammen med Martin Evans og Oliver Smithies, for deras arbejde med at udvikle de første af transgene musemodeller. 
Transgene musemodeller bruges i dag indenfor eksperimentel medicin til at studere en lang række sygdomme såsom diabetes, hjertekarsygdomme og cancer.